# ويليام إل. أرمسترونغ
ويليام إل. أرمسترونغ (بالإنجليزية: William L. Armstrong)‏ هو مصرفي وسياسي أمريكي، ولد في 16 مارس 1937 في فريمونت في الولايات المتحدة، وتوفي في 5 يوليو 2016 في دنفر في الولايات المتحدة. حزبياً، نشط في الحزب الجمهوري. وقد انتخب عضو مجلس نواب كولورادو وانتخب عضو مجلس النواب الأمريكي وانتخب عضو مجلس الشيوخ الأمريكي عن دائرة كولورادو (3 يناير 1979 – 3 يناير 1991).